# 2S3 Akacija
2S3 Akacija (rusky 2С3 «Акaция», česky akácie) je sovětská, resp. ruská samohybná houfnice ráže 152 mm. Je určena k ničení nepřátelské živé síly, dělostřeleckých a minometných baterií, raketometů, tanků a velitelských stanovišť. Počátky vývoje spadají do přelomu 60. a 70. let 20. století.
Tento typ samohybného děla má otočnou věž s nabíjecím automatem. Hlavní zbraní je 152 mm kanón 2A33. Poprvé bylo bojově nasazeno v afghánské válce, kde prokázalo svoji efektivnost.

## Vývoj

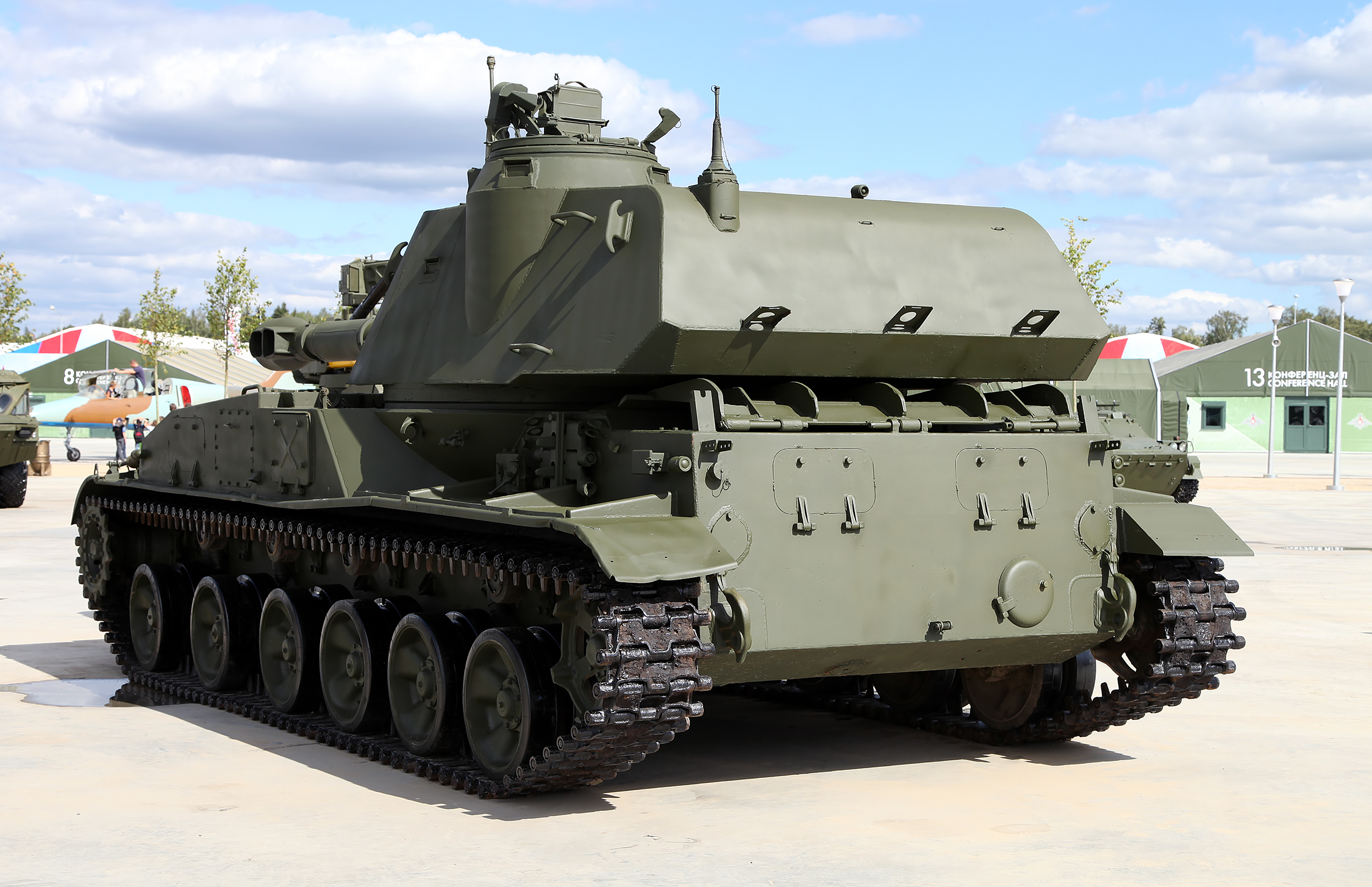
Zadní pohled

V roce 1965 se na Lvovském cvičišti uskutečnily velké manévry, do kterých se zapojilo mimo jiné techniky samohybné dělostřelectvo z dob druhé světové války - SU-152, SU-100 a IS-2, jakož i vlečné dělostřelectvo z poválečného období. Na vojenskou akci byli pozváni tři hlavní specializovaní konstruktéři z Konstrukční kanceláře Volgogradského traktorového závodu - Igor Gavalov, Fedor Petrov a Georgij Jefimov, místo něhož dorazil jeho první zástupce Jurij Tomašov.
Bojová technika byla v rámci cvičení testována sedm dní po sobě, ve dne i v noci. V případě dělostřelectva se jednoznačně prokázalo, že jeho parametry absolutně nesplňovaly požadavky tehdejších potřeb. Hlavním důvodem byl extrémně malý úhel elevace samohybných zbraní, v důsledku čehož nebylo možné vést palbu na velkou vzdálenost as dostatečnou účinností. Proto byla vypracována zpráva, ve které se konstatovalo, že dělostřelectvo z dob druhé světové války nesplňuje podmínky moderního boje, a že je třeba vytvořit nové samohybné houfnice s velkým elevačním úhlem a zvýšenou rychlostí palby. Na základě toho byl přijat výnos Rady ministrů SSSR, kterým byl nařízen vývoj čtyř nových dělostřeleckých systémů - samohybné houfnice 2S2 Fialka ráže 122 mm, samohybné houfnice 2S1 Gvozdika ráže 122 mm, samohybné houfnice 2S3 Akacija ráže 152 mm a samohybného minometu 2S4 Ťulpan ráže 240 mm.
V rámci urychlení vývoje 2S3 byla použita hlaveň z vlečné houfnice D-20, která byla pro potřeby montáže na nový podvozek upravena na verzi D-22. Byla umístěna na pásovém podvozku GM-123 z protiletadlového raketového systému 2K11 Krug.
První dvě experimentální vozidla vznikla již koncem roku 1968. Během testování se však objevilo několik vážných nedostatků, z nichž nejzávažnějším byla silná kontaminace bojového prostoru plyny unikajícími po výstřelu. Pro stejný nedostatek neprošly testem ani další čtyři prototypy postavené do léta 1969. Po zlepšení ventilačního systému byl tento problém vyřešen a první série strojů byla vyrobena již v roce 1970. Po ukončení všech typů zkoušek byla samohybná houfnice 2S3 v roce 1971 zařazena do výzbroje.
Sériová výroba houfnic 2S3 Akacija probíhala až do roku 1993 a celkem jich bylo vyrobeno přibližně 4 000 kusů. Kromě Sovětského svazu se nacházely ve výzbroji dalších 25 zemí.

## Konstrukce

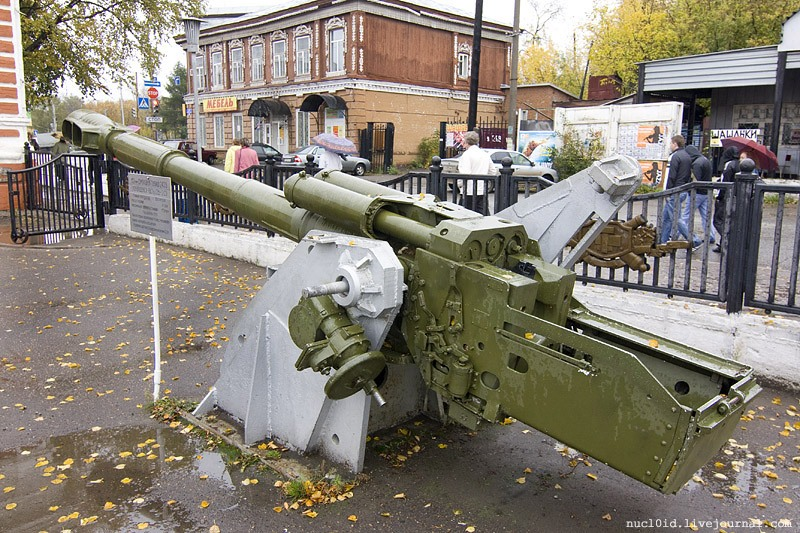
Houfnice D-22 ráže 152,4 mm v muzeu v Permi v Rusku

Pohybové ústrojí je tvořeno na každé straně šesti pojezdovými koly s hnacím kolem vpředu a napínacím kolem vzadu. 2S3 pohání dvanáctiválcový dieselový motor V-59U o maximálním výkonu 382 kW (500 koní), který se nachází v pravé přední části. Ten umožňuje Akaciji vyvinout na silnici maximální rychlost 60 km/h a v terénu 25 – 30 km/h. Vozidlo dokáže překonat svislou překážku o výšce 0,7 m a zákopy o šířce 3 m. Zvládá svah s úhlem stoupání 30°. Osádku vozidla tvoří řidič, který sedí vpředu vlevo, střelec, velitel a nabíječ, kteří sedí v zadní části.
Čelo korby je vyrobeno z válcovaných plechů tloušťky 30 mm, věž a ostatní části korby z válcovaných plechů tloušťky 15 mm.
Kanón má odměr 360° a náměr se pohybuje v rozsahu od -4° po 60°. Ke střelbě se používají se tříštivo-trhavé náboje OF-540 a OF-25 s dostřelem 17,4 km nebo raketové náboje s dostřelem 25 km. Akacija může vystřelovat i několik druhů protipancéřových nábojů jako BP-540, který na vzdálenost tři kilometry prorazí pancíř o tloušťce 250 mm, či Br-540 který prorazí 120 mm pancíř na vzdálenost kilometru. Může také vést palbu jadernou municí o síle 1 kT. Rychlost palby je 3-4 rány za minutu, za deset minut je to potom 30 výstřelů. Pokud je houfnice zakopána v palebném postavení a má přiděleny další dva vojáky, rychlost palby může být vyšší. Doplňkovou výzbroj představuje kulomet PKT ráže 7,62 mm, který se nachází nad příklopem velitele.

## Služba

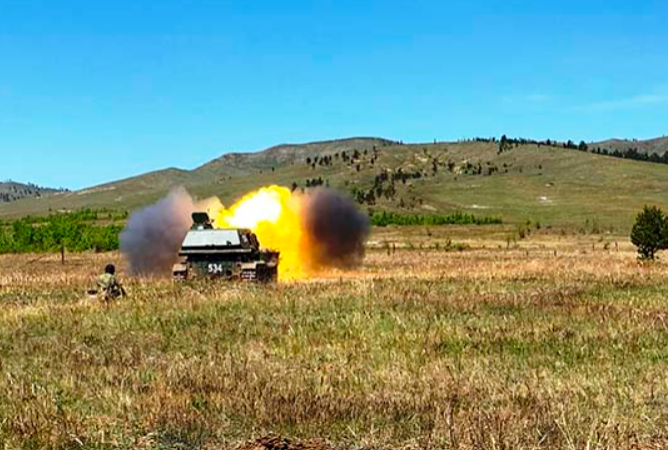
Střelba z Akacije

Během války v Afghánistánu se mimořádně dobře osvědčily samohybné houfnice 2S1 Gvozdika a 2S3 Akacija. Díky velké palebné síle, manévrovatelnosti a balistické ochraně se tato vozidla stala na bojišti nepostradatelnými. Typickým příkladem použití houfnic 2S3 Akacija byla palebná podpora při operaci v provincii Baghlán v roce 1985. Plánem operace bylo důsledně soustředit palbu na frontu o délce 1,5 km a do hloubky 3 km.
Při okupaci Ukrajiny nasadilo Rusko do bojů houfnice 2S3 Akacija. Za první rok války ztratilo Rusko minimálně 103 těchto houfnic.

## Varianty
- 2S3 - základní varianta vyráběná v letech 1970 - 1975.

- 2S3M - modernizovaná verze s kanónem 2A33 a mechanizovaným zásobníkem na 12 nábojů, která se vyráběla v letech 1975 až 1987. Počet vezených granátů vzrostl ze 40 na 46 a mohly se používat i laserem naváděné střely OF-38 Krasnopol.

- 2S3M1 - verze s novým zaměřovačem SP-538, kde již střely Krasnopol byly používány standardně. Na tuto verzi se v letech 1987 až 1993 modernizovaly všechny dříve vyrobené Akacije.[5]

- 2S3M2 - modernizace verzí 2S3M (2S3M1), která je vybavena automatizovaným systémem navádění a řízení palby 1V514-1 "Mechanizator-M". Ochrana vozidla se zvýšila instalací systému 902B, který umožňuje odpalovat 81 mm kouřové granáty.

## Uživatelé
Houfnice 2S3 Akatsiya SPG byly vyváženy do cizích zemí, ale v relativně malém množství.

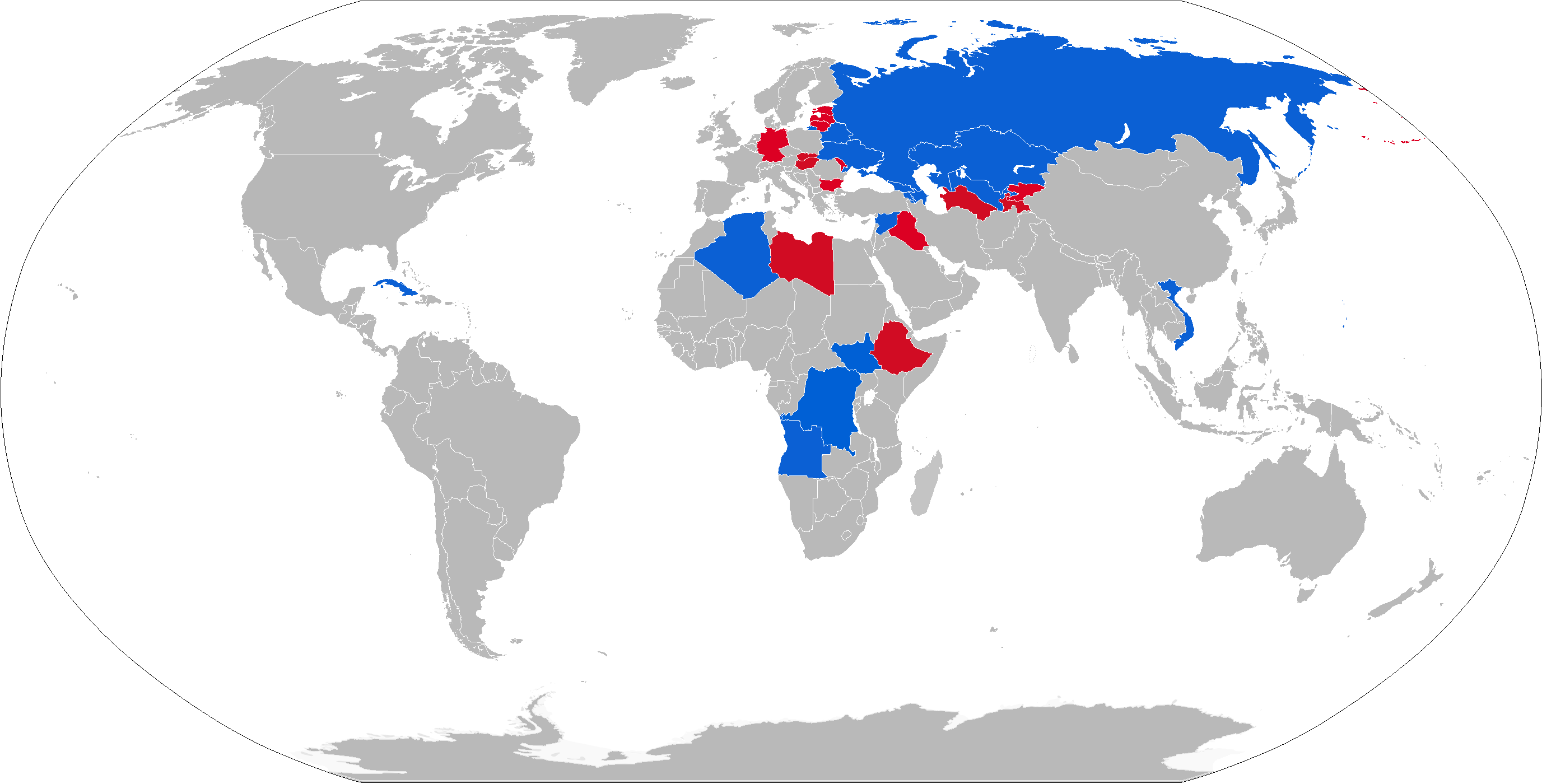
Uživatelé 2S3:
Současní
Dřívější

### Současní
- Alžírsko – 30[6]
- Angola – 4[7]
- Arménie – 28[8]
- Ázerbájdžán – 14[9]
- Bělorusko – 125[10]
- Kuba[11]
- Konžská demokratická republika – 10[12]
- Gruzie – 13[13]
- Kazachstán – 60[14]
- Rusko – 700 2S3/2S3M používaných pozemními silami a 50 používaných námořní pěchotou, zatímco 1 000 2S3 se odhaduje na skladě od roku 2023.[15]
- Jižní Súdán[16]
- Sýrie[17]
- Ukrajina – 140+, používány pozemními silami a výsadkovými útočnými jednotkami[18]
- Uzbekistán – 17[19]
- Vietnam – 30[20]

### Dřívější
- Bulharsko – 20[21]
- Východní Německo – 90[22]
- Maďarsko – 18[23]
- Irák – Neznámý počet ve službě před invazí do Iráku v roce 2003[24]
- Libye[25]
- Sovětský svaz – 3 500+ používaných pozemními silami a námořní pěchotou.[26] Převedeny na členy SNS
- Tádžikistán − 36 v roce 2017[27]
- USA – 7, 4 převedeny z Německa 1993, 3 převedeny z Ukrajiny v roce 2000[28]